# كيلان
كيلان هي مدينة صغيرة إلى الشرق من طهران في إيران (35.4 ن 52.1 هاء). اسم «كيلان» يعني بلغتهم الدارجة «مكان الملوك». وفي المنطقة الجبلية من «كيلان» وأغلب سكانها من الأكراد، عُثر على بقايا طعام لإنسان عاش هناك في العصر الحجري. الجبال المحيطة بالمدينة، مثل دار علي، مع بقايا متناثرة من عصور ما قبل التاريخ. واعتبارا من عام 2006 نحو 3000 نسمة.
1. 1 2 3  GeoNames (بالإنجليزية), 2005, QID:Q830106
2. 1 2 3  "جمعیت به تفکیک تقسیمات کشوری" (بالفارسية). اطلع عليه بتاريخ 2023-10-29.